# Onze Estrelas
El Onze Estrelas es un equipo de fútbol de Cabo Verde de la localidad de Bofareira en la isla de Boavista. Juega en el Campeonato regional de Boavista.

## Historia
Se fundó el 5 de abril de 1976, por un grupo de jóvenes Bofareira y el extinto pueblo de Espingueira, para satisfacer las necesidades deportivas de los jóvenes de la localidad. En julio de 2010 se inscribe la asociación para poder competir en las competiciones regionales.
En la temporada 2010-11 participa por primera vez en el campeonato regional de Boavista y el equipo registra una notable campaña en su primera aparición, habiendo sido finalista en la Copa de Boavista y siendo subcampeón del campeonato regional de Boavista con el mismo número de puntos que el equipo campeón, sólo superado en la diferencia entre goles marcados y encajados. En su segunda aparición en la temporada 2011-12, el equipo terminó en tercer lugar a sólo cuatro puntos del campeón. Ya en su tercera participación, en el año 2013, se proclama campeón de la isla, siendo el primer equipo del interior de la isla en hacerlo, esto le permite jugar el campeonato caboverdiano de fútbol finalizando en quinto lugar de su grupo.
En el año 2013 recibió cinco premios en Gala del Deporte de Boavista. Los premios fueron al mejor entrenador, mejor dirigente, equipo campeón regional, equipo revelación, y mejor jugador.
En la temporada 2013-14, en el campeonato regional finalizó en tercer lugar, sin embargo logró ganar la copa de Boavista al vencer en la final al África Show. En la temporada 2014-15 vuelve a terminar en tercera posición. En todas las participaciones que ha realizado el equipo siempre ha finalizado entre los tres primeros clasificados.

## Estadio

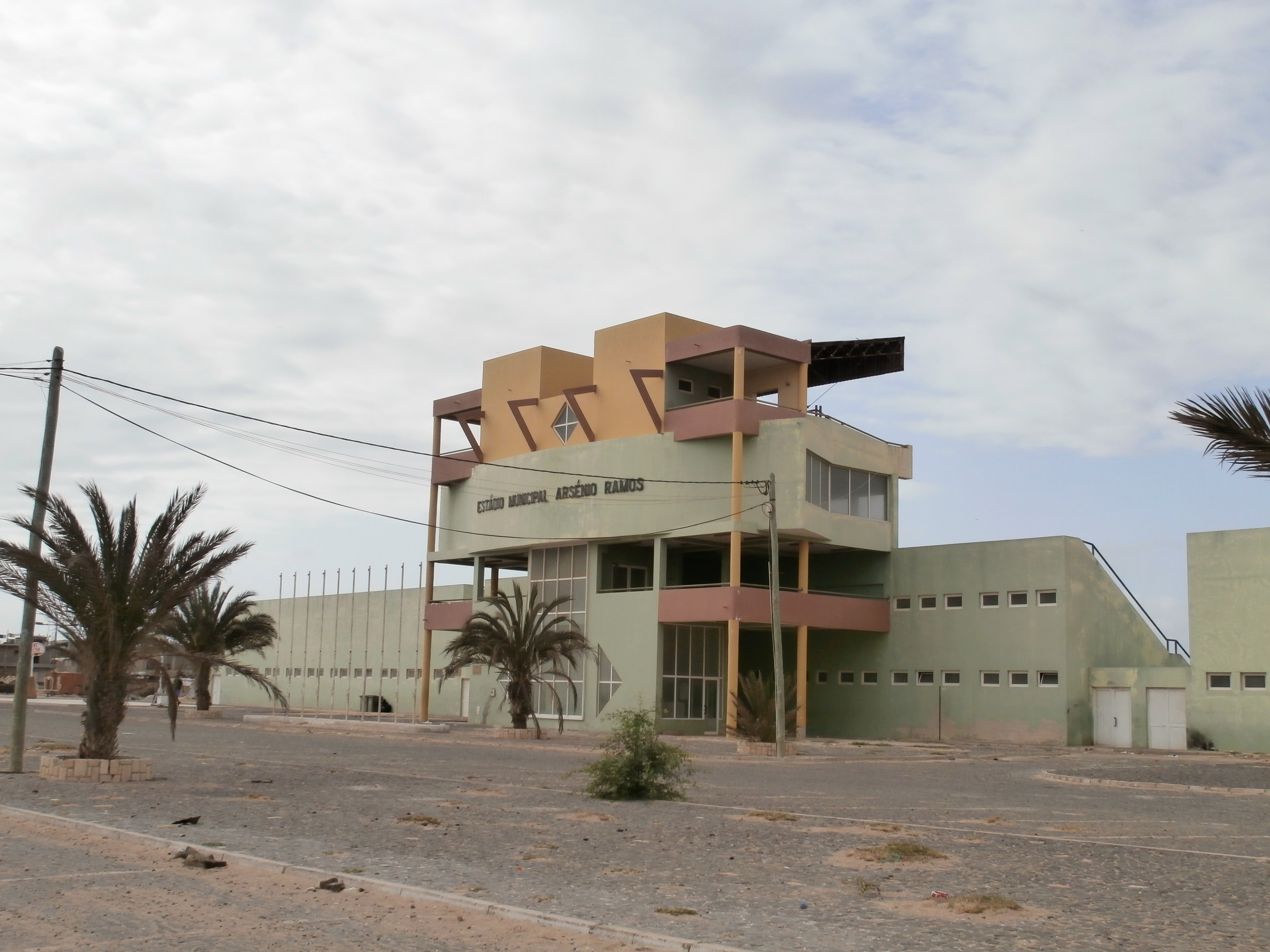
Vista exterior del estadio Arsénio Ramos.

El Sport Club Sal Rei juega en el Estadio Municipal Arsénio Ramos, el cual comparte con el resto de equipos de la isla, ya que en él se juegan todos los partidos del campeonato regional de Boavista, al ser el único que dispone de las condiciones requeridas para la práctica del fútbol. Tiene una capacidad para 3 000 espectadores.

## Palmarés
Campeonato regional de Boavista: 1
2013
Copa de Boavista: 1
2014
Supercopa de Boavista: 1
2016